# Anxovada

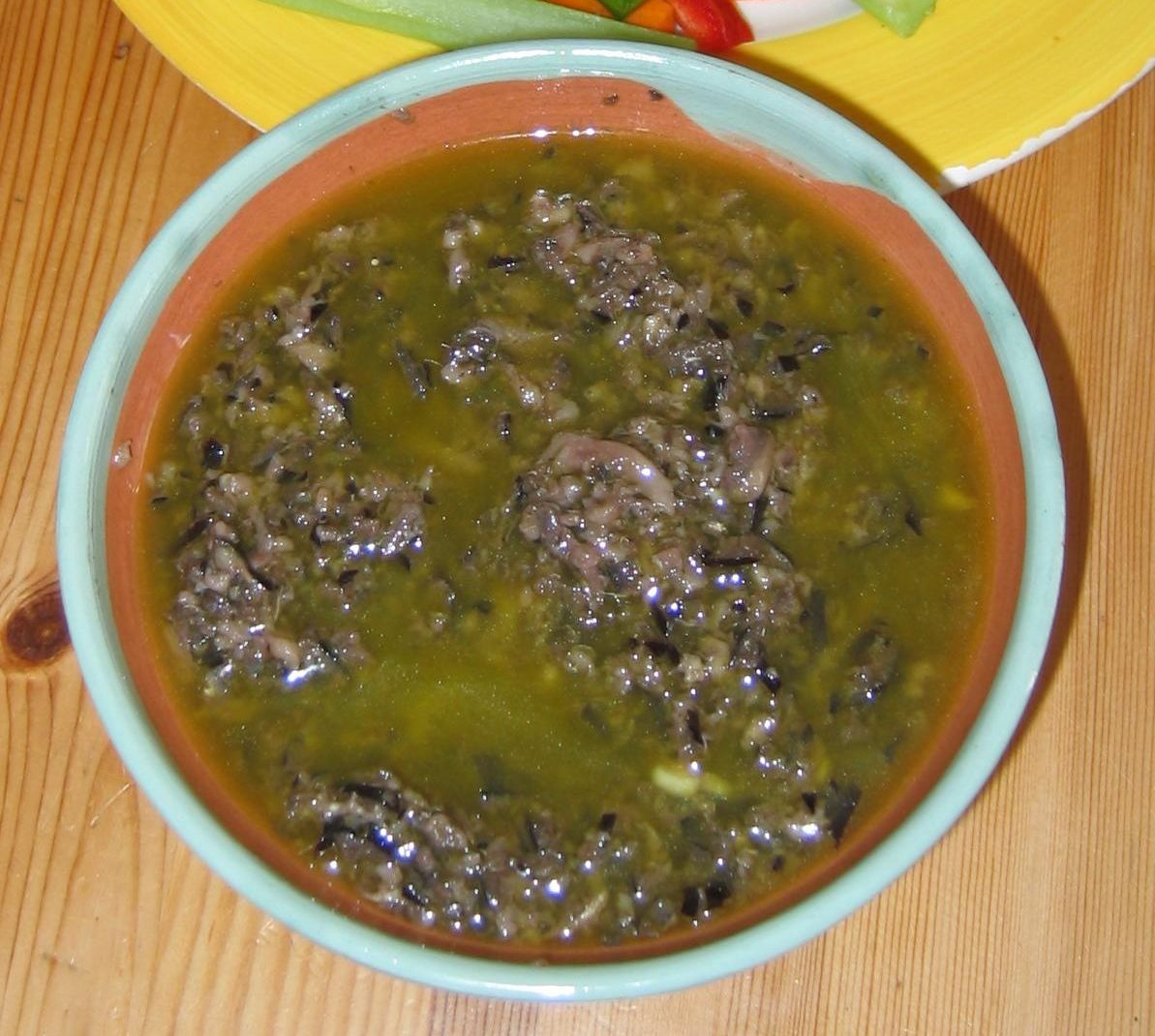
Anxovada

La Anxovada es una salsa elaborada con anchoas muy típica de la provincia de Gerona. En especial de la comarca de Colliure. Se trata de una pasta elaborada con las anchoas en salazón. Este tipo de salsa acaba siendo un saborizante de otros platos. 

## Usos
Aparece en algunas preparaciones en forma de tosta como puede ser el Torrada amb anxovada (similar al pan con tomate).